# Marvin Delph
Marvin Delph (Conway, 15 settembre 1956) è un ex cestista statunitense, professionista nella CBA.

## Carriera
Venne selezionato dai Buffalo Braves al terzo giro del Draft NBA 1978 (65ª scelta assoluta) e dai Boston Celtics al sesto giro del Draft NBA 1979 (110ª scelta assoluta).
Con gli Stati Uniti disputò i Campionati mondiali del 1978, segnando 33 punti in 5 partite.